# Styela talpina
Styela talpina är en sjöpungsart som beskrevs av Monniot 1978. Styela talpina ingår i släktet Styela och familjen Styelidae.
Artens utbredningsområde är Södra Ishavet. Inga underarter finns listade i Catalogue of Life.